# Joni Pykäläinen
Joni Pykäläinen (geb. Mustonen; * 23. März 1994 in Jyväskylä, Mittelfinnland) ist ein finnischer Biathlet, Skilangläufer und ehemaliger Triathlet. Er startet seit 2021 unregelmäßig im Biathlon-Weltcup.

## Sportliche Laufbahn

### Skilanglauf und Triathlon
Joni Pykäläinen bestritt sein erstes FIS-Rennen bereits im Dezember 2011. In den Folgejahren nahm er an nahezu jeder Ausgabe der finnischen Meisterschaften teil, dazu bis 2017 auch jährlich an den nationalen Juniorenmeisterschaften. Sein bestes Ergebnis auf Juniorenebene erzielte der Finne 2017, als er über 10 Kilometer klassisch die Bronzemedaille gewann. Bei den Seniorenmeisterschaften ist er besonders bei Langdistanzrennen erfolgreich, so belegte Pykäläinen 2023 über 50 Kilometer Freistil bei weit über 100 Startern mit etwa siebeneinhalb Minuten Rückstand auf den Sieger Iivo Niskanen Rang neun. Außerhalb Finnlands bestritt er bisher keine offiziellen Skilanglaufwettkämpfe.
Seinen ersten Wintertriathlon lief Mustonen 2012 und wurde mit einer Sekunde Rückstand hinter dem Russen Pawel Jelissejew Zweiter. Im Jahr darauf nahm er an der ETU-Europameisterschaft bei den Junioren teil, schloss den Triathlon aber nur als 71. ab. Zwei weitere Triathlons bestritt der Finne 2014 und 2015 bei den nationalen Meisterschaften der Senioren, beide Male klassierte er sich, bei allerdings eher dürftigen Teilnehmerzahlen, unter den besten Sechs.

### Biathlon
Seit 2017 betreibt Pykäläinen auch den Biathlonsport. Sein Debüt im IBU-Cup gab er im Januar 2019 am Arber und wurde 62. des Kurzeinzels. In den Folgesaisons verbesserten sich seine Ergebnisse nicht wirklich, was vor allem an seiner – für einen Umsteiger typisch – ausbaufähigen Schießquote lag. Seine ersten Ranglistenpunkte auf der zweiten Rennebene gewann der Finne Anfang 2021 am Arber mit einem 30. und einem 37. Rang, woraufhin er an den Europameisterschaften teilnahm, sich dort aber im Hinterfeld der Athleten klassierte. Zu Beginn der Saison 2021/22 durfte Pykäläinen in Hochfilzen erstmals im Weltcup starten, wurde 82. des Sprints und 17. mit der Staffel. Wenig später wurde er wieder in den IBU-Cup versetzt und nahm an der EM teil, wo er mit Rang 23 im Einzel durchaus überzeugen konnte. Im Folgewinter lief Pykäläinen im IBU-Cup konstant in die Punkteränge und erzielte auf der Pokljuka-Hochebene dank nur eines Schießfehlers sein erstes Top-10-Ergebnis. Daraufhin war er am Saisonende wieder im Weltcup zu sehen und schlug beim Sprint von Nové Město mit Rang 68 sein bisheriges Bestergebnis klar. In der Saison 2023/24 war der 29-Jährige durch den Ausfall von Tero Seppälä nahezu von Anfang an Teil des Weltcupteams und gewann beim Sprint in der Lenzerheide als 40. seinen ersten Weltcuppunkt. Nach dem Jahreswechsel wurde er wieder in den IBU-Cup versetzt, erreichte dort später als Bestresultat einen elften Rang, und nahm auch an den Europameisterschaften teil, bei denen der Finne 32. des Sprints und 29. der Verfolgung wurde.
In der Saison 2024/25 bekam Pykäläinen keinen Weltcupeinsatz. Sein bestes Resultat im IBU-Cup wurde ein neunter Platz im Sprint von Geilo Anfang Dezember, die Europameisterschaften endeten ohne nennenswerten Erfolg.

## Persönliches
Joni Mustonen ist seit 2024 verheiratet und trägt seitdem den Nachnamen Pykäläinen. Er lebt in Liperi im Osten Finnlands.

## Statistiken

### Weltcupplatzierungen
Die Tabelle zeigt alle Platzierungen (je nach Austragungsjahr einschließlich Olympische Spiele und Weltmeisterschaften).
- 1.–3. Platz: Anzahl der Podiumsplatzierungen
- Top 10: Anzahl der Platzierungen unter den ersten zehn (einschließlich Podium)
- Punkteränge: Anzahl der Platzierungen innerhalb der Punkteränge (einschließlich Podium und Top 10)
- Starts: Anzahl gelaufener Rennen in der jeweiligen Disziplin
- Staffel: inklusive Mixed- und Single-Mixed-Staffeln

| Platzierung               | Einzel | Sprint | Verfolgung | Massenstart | Staffel | Gesamt |
| ------------------------- | ------ | ------ | ---------- | ----------- | ------- | ------ |
| 1. Platz                  |        |        |            |             |         |        |
| 2. Platz                  |        |        |            |             |         |        |
| 3. Platz                  |        |        |            |             |         |        |
| Top 10                    |        |        |            |             |         |        |
| Punkteränge               |        | 1      |            |             | 3       | 4      |
| Starts                    | 2      | 6      | 1          |             | 3       | 12     |
| Stand: Saisonende 2023/24 |        |        |            |             |         |        |

### Weltcupwertungen
Ergebnisse bei Weltcups (Disziplinen- und Gesamtweltcup) gemäß Punktesystem.
| Saison  | Einzel | Einzel | Sprint | Sprint | Verfolgung | Verfolgung | Massenstart | Massenstart | Gesamt | Gesamt |
| Saison  | Platz  | Punkte | Platz  | Punkte | Platz      | Punkte     | Platz       | Punkte      | Platz  | Punkte |
| ------- | ------ | ------ | ------ | ------ | ---------- | ---------- | ----------- | ----------- | ------ | ------ |
| 2023/24 | –      | –      | 76.    | 1      | –          | –          | –           | –           | 93.    | 1      |